# Sole Uexküll

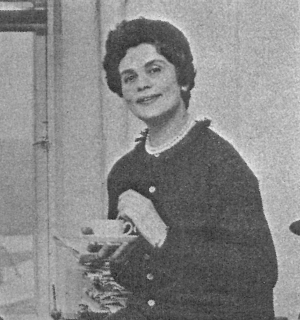
Sole Uexküll.

Solveig (Sole) Johanna Irja Uexküll-Bergroth, född 4 september 1920 i Helsingfors, död där 7 augusti 1978, var en finländsk teaterkritiker. Hon gifte sig 1960 med pianisten Rolf Bergroth.
Uexküll blev filosofie magister 1945 och verkade 1949–1977 som en sakkunnig, uppskattad och engagerad teaterkritiker vid Helsingin Sanomat. Ett urval av hennes kritiker utgavs 1984 under titeln Kriitikko teatterissa.